# Campeonato Argentino M19 2008
El Campeonato Argentino de Menores de 19 años de 2008 fue un torneo para los seleccionados M19 de las uniones regionales afiliadas a la Unión Argentina de Rugby. El torneo se llevó a cabo entre el 11 de octubre y el 22 de noviembre de 2008. Las fechas originales del torneo fueron alteradas con el objetivo de no coincidir con la disputa del Campeonato Sudamericano M19 de 2008.
Durante esta temporada se volvió a disputar el Campeonato Argentino Juvenil en la modalidad M18, cuyos encuentros se disputaron de forma preliminar a los encuentros de la Zona Campeonato de este torneo. Los partidos de la Zona Ascenso también contaron con encuentros preliminares en las categorías M17 y M18, pero estos fueron de carácter amistoso.
El seleccionado de la Unión de Rugby de Buenos Aires consiguió el campeonato al derrotar 21-15 a la Unión de Rugby de Tucumán, en la final disputada en las instalaciones del Club Newman. El conjunto porteño contaba en su plantel con Joaquín Díaz Bonilla, Joaquín Tuculet, Nahuel Tetaz Chaparro, Tomás Cubelli y Tomás Rossatti, quien marcó 11 puntos en la final.

## Equipos participantes
Participaron de esta edición veinticinco equipos: veinticuatro uniones provinciales de Argentina y una selección sudamericana invitada.
| División                  | Equipo              | Unión                                                |
| ------------------------- | ------------------- | ---------------------------------------------------- |
| Zona Campeonato 8 equipos | Buenos Aires        | Unión de Rugby de Buenos Aires                       |
| Zona Campeonato 8 equipos | Córdoba             | Unión Cordobesa de Rugby                             |
| Zona Campeonato 8 equipos | Cuyo                | Unión de Rugby de Cuyo                               |
| Zona Campeonato 8 equipos | Mar del Plata       | Unión de Rugby de Mar del Plata                      |
| Zona Campeonato 8 equipos | Rosario             | Unión de Rugby de Rosario                            |
| Zona Campeonato 8 equipos | Salta               | Unión de Rugby de Salta                              |
| Zona Campeonato 8 equipos | Sur                 | Unión de Rugby del Sur                               |
| Zona Campeonato 8 equipos | Tucumán             | Unión de Rugby de Tucumán                            |
| Zona Ascenso A 8 equipos  | Alto Valle          | Unión de Rugby del Alto Valle de Río Negro y Neuquén |
| Zona Ascenso A 8 equipos  | Austral             | Unión de Rugby Austral                               |
| Zona Ascenso A 8 equipos  | Chubut              | Unión de Rugby del Valle del Chubut                  |
| Zona Ascenso A 8 equipos  | Entre Ríos          | Unión Entrerriana de Rugby                           |
| Zona Ascenso A 8 equipos  | Nordeste            | Unión de Rugby del Nordeste                          |
| Zona Ascenso A 8 equipos  | San Juan            | Unión Sanjuanina de Rugby                            |
| Zona Ascenso A 8 equipos  | Santa Fe            | Unión Santafesina de Rugby                           |
| Zona Ascenso A 8 equipos  | Santiago del Estero | Unión Santiagueña de Rugby                           |
| Zona Ascenso B 9 equipos  | Formosa             | Unión de Rugby de Formosa                            |
| Zona Ascenso B 9 equipos  | Jujuy               | Unión Jujeña de Rugby                                |
| Zona Ascenso B 9 equipos  | La Rioja            | Unión Riojana de Rugby                               |
| Zona Ascenso B 9 equipos  | Lagos del Sur       | Unión de Rugby de los Lagos del Sur                  |
| Zona Ascenso B 9 equipos  | Oeste               | Unión de Rugby del Oeste de Buenos Aires             |
| Zona Ascenso B 9 equipos  | Misiones            | Unión de Rugby de Misiones                           |
| Zona Ascenso B 9 equipos  | Paraguay            | Unión de Rugby del Paraguay                          |
| Zona Ascenso B 9 equipos  | San Luis            | Unión de Rugby San Luis                              |
| Zona Ascenso B 9 equipos  | Tierra del Fuego    | Unión de Rugby de Tierra del Fuego                   |

En cursiva los seleccionados internacionales invitados.
Debido a la ausencia del seleccionado de Uruguay en la Zona Ascenso A, el descenso de la Unión Sanjuanina de Rugby en la temporada anterior fue anulado y mantuvo la categoría. A la Zona Ascenso B se unieron las uniones de Jujuy y Tierra del Fuego, mientras que la Unión de Rugby del Centro de Buenos Aires no participó de esta edición.

## Zona Campeonato

### Zona 1
| Pos. | Equipos      | Partidos | Partidos | Partidos | Tantos | Tantos | Tantos | Pts. |
| Pos. | Equipos      | G        | E        | P        | PF     | PC     | DP     | Pts. |
| ---- | ------------ | -------- | -------- | -------- | ------ | ------ | ------ | ---- |
| 1.°  | Buenos Aires | 3        | 0        | 0        | 170    | 3      | +167   | 15   |
| 2.°  | Cuyo         | 2        | 0        | 1        | 109    | 47     | +62    | 9    |
| 3.°  | Salta        | 1        | 0        | 2        | 62     | 84     | -22    | 6    |
| 4.°  | Sur          | 0        | 0        | 3        | 23     | 230    | -207   |      |

|  | Clasifica a la final            |
|  | Juega desempate por el descenso |

| 11 de octubre | Sur | 0 - 103 | Buenos Aires | Sociedad Sportiva, Bahía Blanca                 |                                                 |
|               |     | Reporte |              | Árbitro(s): Francisco Cersósimo (Mar del Plata) | Árbitro(s): Francisco Cersósimo (Mar del Plata) |

| 18 de octubre | Buenos Aires | 40 - 0                | Salta | Club Newman, Don Torcuato        |                                  |
|               |              | Reporte p.109 Reporte |       | Árbitro(s): Jason Mola (Cordoba) | Árbitro(s): Jason Mola (Cordoba) |

| 18 de octubre | Cuyo | 85 - 0  | Sur | Teqüe Rugby Club, Maipú               |                                       |
|               |      | Reporte |     | Árbitro(s): Gastón Pedraza (San Juan) | Árbitro(s): Gastón Pedraza (San Juan) |

| 25 de octubre | Buenos Aires | 27 - 3                | Cuyo | Club Newman, Don Torcuato              |                                        |
|               |              | Reporte p.111 Reporte |      | Árbitro(s): Eugenio Romanini (Rosario) | Árbitro(s): Eugenio Romanini (Rosario) |

| 25 de octubre | Salta | 42 - 23 | Sur |                                      |                                      |
|               |       | Reporte |     | Árbitro(s): Marcelo Albaca (Tucumán) | Árbitro(s): Marcelo Albaca (Tucumán) |

| 1 de noviembre | Cuyo | 21 - 20 | Salta | Marista Rugby Club, Luján de Cuyo |                                  |
|                |      | Reporte |       | Árbitro(s): Jason Mola (Córdoba)  | Árbitro(s): Jason Mola (Córdoba) |

### Zona 2
| Pos. | Equipos       | Partidos | Partidos | Partidos | Tantos | Tantos | Tantos | Pts. |
| Pos. | Equipos       | G        | E        | P        | PF     | PC     | DP     | Pts. |
| ---- | ------------- | -------- | -------- | -------- | ------ | ------ | ------ | ---- |
| 1.°  | Tucumán       | 3        | 0        | 0        | 89     | 23     | +66    | 14   |
| 2.°  | Córdoba       | 2        | 0        | 1        | 97     | 77     | +20    | 10   |
| 3.°  | Rosario       | 1        | 0        | 2        | 68     | 61     | +7     | 5    |
| 4.°  | Mar del Plata | 0        | 0        | 3        | 48     | 141    | -93    | 1    |

|  | Clasifica a la final            |
|  | Juega desempate por el descenso |

| 18 de octubre | Mar del Plata | 3 - 43  | Tucumán | CUDS, Mar del Plata                      |                                          |
|               |               | Reporte |         | Árbitro(s): Andrés Sutton (Buenos Aires) | Árbitro(s): Andrés Sutton (Buenos Aires) |

| 18 de octubre | Córdoba | 30 - 17 | Rosario | Jockey Club, Córdoba                     |                                          |
|               |         | Reporte |         | Árbitro(s): Alfonso Trías (Buenos Aires) | Árbitro(s): Alfonso Trías (Buenos Aires) |

| 25 de octubre | Tucumán | 28 - 10 | Córdoba | Los Tarcos RC, Tucumán                         |                                                |
|               |         | Reporte |         | Árbitro(s): Maximiliano Miranda (Buenos Aires) | Árbitro(s): Maximiliano Miranda (Buenos Aires) |

| 25 de octubre | Rosario | 41 - 13 | Mar del Plata |                                           |                                           |
|               |         | Reporte |               | Árbitro(s): Federico Cosse (Buenos Aires) | Árbitro(s): Federico Cosse (Buenos Aires) |

| 1 de noviembre | Tucumán | 18 - 10 | Rosario | Tucumán Lawn Tennis, Tucumán         |                                      |
|                |         | Reporte |         | Árbitro(s): Gustavo Pérez (San Juan) | Árbitro(s): Gustavo Pérez (San Juan) |

| 1 de noviembre | Córdoba | 57 - 32 | Mar del Plata | Córdoba Athletic Club, Córdoba       |                                      |
|                |         | Reporte |               | Árbitro(s): Matías Pascual (Tucumán) | Árbitro(s): Matías Pascual (Tucumán) |

### Desempate descenso
| 22 de noviembre | Sur | 16 - 29 | Mar del Plata |  |  |
|                 |     | Reporte |               |  |  |

### Final
| 22 de noviembre | Buenos Aires | 21 - 15 | Tucumán | Club Newman, Don Torcuato               |                                         |
|                 |              | Reporte |         | Árbitro(s): Martín Rodríguez (Santa Fe) | Árbitro(s): Martín Rodríguez (Santa Fe) |

|                      |
| Buenos Aires Campeón |

## Zona Ascenso
Los dos equipos que finalizaron últimos en sus respectivas zonas descendieron a la Zona Ascenso B de forma directa.

### Zona 1
| Pos. | Equipos         | Partidos | Partidos | Partidos | Tantos | Tantos | Tantos | Pts. |
| Pos. | Equipos         | G        | E        | P        | PF     | PC     | DP     | Pts. |
| ---- | --------------- | -------- | -------- | -------- | ------ | ------ | ------ | ---- |
| 1.°  | Entre Ríos      | 3        | 0        | 0        | 79     | 32     | +47    | 13   |
| 2.°  | Nordeste        | 2        | 0        | 1        | 69     | 44     | +25    | 9    |
| 3.°  | Santa Fe        | 1        | 0        | 2        | 63     | 46     | +17    | 7    |
| 4.°  | Sgo. del Estero | 0        | 0        | 3        | 30     | 119    | -89    | 0    |

|  | Final                      |
|  | Desciende a Zona Ascenso B |

| 18 de octubre | Santa Fe | 10 - 11 | Entre Ríos | CRAI, Santa Fe                           |                                          |
|               |          | Reporte |            | Árbitro(s): Carlos Bustos (Buenos Aires) | Árbitro(s): Carlos Bustos (Buenos Aires) |

| 18 de octubre | Nordeste | 37 - 5  | Santiago del Estero | Taragüy Rugby Club, Corrientes        |                                       |
|               |          | Reporte |                     | Árbitro(s): Manuel Aybar (Entre Ríos) | Árbitro(s): Manuel Aybar (Entre Ríos) |

| 25 de octubre | Santiago del Estero | 11 - 35 | Santa Fe | Old Lions RC, Santiago del Estero    |                                      |
|               |                     | Reporte |          | Árbitro(s): Matías Pascual (Tucumán) | Árbitro(s): Matías Pascual (Tucumán) |

| 25 de octubre | Nordeste | 8 - 21  | Entre Ríos | CURNE, Resistencia                      |                                         |
|               |          | Reporte |            | Árbitro(s): Juan Cruz Tissera (Córdoba) | Árbitro(s): Juan Cruz Tissera (Córdoba) |

| 1 de noviembre | Santa Fe | 18 - 24 | Nordeste | Universitario, Santa Fe                    |                                            |
|                |          | Reporte |          | Árbitro(s): Hernán Iglesias (Buenos Aires) | Árbitro(s): Hernán Iglesias (Buenos Aires) |

| 1 de noviembre | Entre Ríos | 47 - 14 | Santiago del Estero |                                               |                                               |
|                |            | Reporte |                     | Árbitro(s): Sebastián Figueroa (Buenos Aires) | Árbitro(s): Sebastián Figueroa (Buenos Aires) |

### Zona 2
Con el objetivo de disputar sus dos encuentros de visitante en un solo viaje, la Unión Sanjuanina de Rugby decidió adelantar sus partidos ante la Unión de Rugby Austral y la Unión de Rugby del Valle del Chubut, originalmente programados para el 18 de octubre y 1 de noviembre, para el 11 y 13 de octubre, respectivamente.
| Pos. | Equipos    | Partidos | Partidos | Partidos | Tantos | Tantos | Tantos | Pts. |
| Pos. | Equipos    | G        | E        | P        | PF     | PC     | DP     | Pts. |
| ---- | ---------- | -------- | -------- | -------- | ------ | ------ | ------ | ---- |
| 1.°  | San Juan   | 3        | 0        | 0        | 63     | 16     | +47    | 12   |
| 2.°  | Alto Valle | 2        | 0        | 1        | 62     | 14     | +48    | 10   |
| 3.°  | Chubut     | 1        | 0        | 2        | 19     | 54     | -35    | 4    |
| 4.°  | Austral    | 0        | 0        | 3        | 12     | 72     | -60    | 1    |

|  | Clasifica a la final       |
|  | Desciende a Zona Ascenso B |

| 11 de octubre | Austral | 0 - 24  | San Juan | Calafate Rugby Club, Comodoro Rivadavia |                                        |
|               |         | Reporte |          | Árbitro(s): Ramiro García Gamero (Sur)  | Árbitro(s): Ramiro García Gamero (Sur) |

| 13 de octubre | Chubut | 3 - 25  | San Juan |                                       |                                       |
|               |        | Reporte |          | Árbitro(s): Ramiro Cisneros (Austral) | Árbitro(s): Ramiro Cisneros (Austral) |

| 18 de octubre | Alto Valle | 32 - 0  | Austral |                                         |                                         |
|               |            | Reporte |         | Árbitro(s): José Ignacio Covassi (Cuyo) | Árbitro(s): José Ignacio Covassi (Cuyo) |

| 25 de octubre | San Juan | 14 - 13 | Alto Valle |                                   |                                   |
|               |          | Reporte |            | Árbitro(s): Osvaldo Cuello (Cuyo) | Árbitro(s): Osvaldo Cuello (Cuyo) |

| 25 de octubre | Chubut | 16 - 12 | Austral |                                         |                                         |
|               |        | Reporte |         | Árbitro(s): Andrés Benítez (Alto Valle) | Árbitro(s): Andrés Benítez (Alto Valle) |

| 1 de noviembre | Alto Valle | 17 - 0  | Chubut |                                     |                                     |
|                |            | Reporte |        | Árbitro(s): Claudio Escudero (Cuyo) | Árbitro(s): Claudio Escudero (Cuyo) |

### Final
| 8 de noviembre | San Juan | 11 - 19 | Entre Ríos |                                       |                                       |
|                |          | Reporte |            | Árbitro(s): Claudio Antonio (Tucumán) | Árbitro(s): Claudio Antonio (Tucumán) |

| Bandera de la Provincia de Entre Ríos |
| Entre Ríos Campeón Zona Ascenso A     |

## Zona Ascenso B

### Zona 1
La Zona 1 estuvo divida en dos grupos de tres equipos cada uno. Cada grupo estuvo organizado de acuerdo a sus zonas geográficas (noroeste y noreste). Los ganadores de cada grupo se enfrentaron en una final para definir al ganador de la Zona 1.
Grupo 1
| Pos. | Equipos  | Partidos | Partidos | Partidos | Tantos | Tantos | Tantos | Pts. |
| Pos. | Equipos  | G        | E        | P        | PF     | PC     | DP     | Pts. |
| ---- | -------- | -------- | -------- | -------- | ------ | ------ | ------ | ---- |
| 1.°  | La Rioja | 2        | 0        | 0        | 25     | 10     | +15    | 8    |
| 2.°  | San Luis | 1        | 0        | 1        | 11     | 13     | -2     | 4    |
| 3.°  | Jujuy    | 0        | 0        | 2        | 5      | 18     | -13    | 1    |

| 18 de octubre | Jujuy | 5 - 12  | La Rioja |                                        |                                        |
|               |       | Reporte |          | Árbitro(s): Fernando Martoni (Tucumán) | Árbitro(s): Fernando Martoni (Tucumán) |

| 25 de octubre | San Luis | 6 - 0   | Jujuy |                                         |                                         |
|               |          | Reporte |       | Árbitro(s): Daniel Borsarelli (Córdoba) | Árbitro(s): Daniel Borsarelli (Córdoba) |

| 1 de noviembre | La Rioja | 13 - 5  | San Luis |                                          |                                          |
|                |          | Reporte |          | Árbitro(s): Fernando Rodríguez (Córdoba) | Árbitro(s): Fernando Rodríguez (Córdoba) |

Grupo 2
| Pos. | Equipos  | Partidos | Partidos | Partidos | Tantos | Tantos | Tantos | Pts. |
| Pos. | Equipos  | G        | E        | P        | PF     | PC     | DP     | Pts. |
| ---- | -------- | -------- | -------- | -------- | ------ | ------ | ------ | ---- |
| 1.°  | Formosa  | 2        | 0        | 0        | 47     | 19     | +28    |      |
| 2.°  | Misiones | 1        | 0        | 1        | 24     | 32     | -8     | 4    |
| 3.°  | Paraguay | 0        | 0        | 2        | 21     | 41     | -20    | 1    |

| 18 de octubre | Paraguay | 16 - 20 | Formosa | San José RC, Asunción                |                                      |
|               |          | Reporte |         | Árbitro(s): Carlos Alcalá (Santa Fe) | Árbitro(s): Carlos Alcalá (Santa Fe) |

| 25 de octubre | Formosa | 27 - 3  | Misiones |                                         |                                         |
|               |         | Reporte |          | Árbitro(s): Ezequiel Adrover (Santa Fe) | Árbitro(s): Ezequiel Adrover (Santa Fe) |

| 1 de noviembre | Misiones | 21 - 5  | Paraguay |                                    |                                    |
|                |          | Reporte |          | Árbitro(s): Augusto Báez (Formosa) | Árbitro(s): Augusto Báez (Formosa) |

Final Zona 1
Originalmente, la final había sido programada para disputarse el 8 de noviembre, pero debido a problemas de transporte el encuentro se postergó para el 15 de noviembre.
| 15 de noviembre | Formosa | 20 - 0               | La Rioja |                                         |                                         |
|                 |         | p.30 Reporte Reporte |          | Árbitro(s): Exequiel Adrover (Santa Fe) | Árbitro(s): Exequiel Adrover (Santa Fe) |

### Zona 2
La Unión Argentina de Rugby decidió organizar la Zona 2 nuevamente en San Carlos de Bariloche entre el 29 de octubre y el 2 de noviembre.
| Pos. | Equipos          | Partidos | Partidos | Partidos | Tantos | Tantos | Tantos | Pts. |
| Pos. | Equipos          | G        | E        | P        | PF     | PC     | DP     | Pts. |
| ---- | ---------------- | -------- | -------- | -------- | ------ | ------ | ------ | ---- |
| 1.°  | Lagos del Sur    | 2        | 0        | 0        | 47     | 9      | +38    |      |
| 2.°  | Tierra del Fuego | 1        | 0        | 1        | 19     | 30     | -11    | 4    |
| 3.°  | Oeste            | 0        | 0        | 2        | 13     | 40     | -27    | 1    |

| 29 de octubre | Lagos del Sur | 20 - 6  | Tierra del Fuego |  |  |
|               |               | Reporte |                  |  |  |

| 31 de octubre | Tierra del Fuego | 13 - 10 | Oeste |  |  |
|               |                  | Reporte |       |  |  |

| 2 de noviembre | Oeste | 3 - 27  | Lagos del Sur |  |  |
|                |       | Reporte |               |  |  |